# Lophocampa endrolepia
Lophocampa endrolepia là một loài bướm đêm thuộc phân họ Arctiinae, họ Erebidae.